# Controlling Crowds
Albums de Archive
Live at the Zenith
(2007) Controlling Crowds Part IV
(2009)
Controlling Crowds est le septième album studio du groupe Archive. Il a été commercialisé le 30 mars 2009. Celui-ci est sorti en édition simple et en édition limitée avec quatre inédits et le clip de Bullets.

## Singles
Une première composition, Controlling Crowds, est envoyée en 2007 aux stations de radiodiffusion en tant que titre promotionnel, dans une version légèrement différente de la version album.
Le premier single officiel, Bullets est devenu l'un de leur titres phares car il demeure la chanson du groupe la plus écoutée sur Spotify, ainsi que leur clip vidéo le plus visionné sur leur chaîne Youtube.
Le deuxième single officiel est Kings of Speed ; peu de temps après, le collectif annonce la sortie de la quatrième partie de l'album pour le mois d'octobre 2009.

## Classements
L'album est un succès en France qui offre au groupe leur premier top 10 ; lors de sa première semaine, il se classe septième du top albums français et numéro un du classement numérique.
En Belgique Wallonie, l'album entre dixième du top albums, ce qui est également une première pour le groupe.

## Titres
| 1.  | Controlling Crowds  | Keeler / Berrier, Griffiths            | Pollard Berrier                      | 10:01 |
| 2.  | Bullets             | Keeler / Berrier                       | Pollard Berrier                      | 5:53  |
| 3.  | Words on Signs      | Keeler / Pen                           | Dave Pen                             | 3:59  |
| 4.  | Dangervisit         | Keeler, Griffiths / Griffiths, Berrier | Pollard Berrier                      | 7:37  |
| 5.  | Quiet Time          | Keeler / John, Griffiths, Berrier      | Rosko John, Pollard Berrier, Maria Q | 5:53  |
| 6.  | Collapse / Collide  | Keeler                                 | Maria Q                              | 9:12  |
| 7.  | Clones              | Keeler / Berrier                       | Pollard Berrier                      | 5:00  |
| 8.  | Bastardised Ink     | Griffiths, Keeler / John, Griffiths    | Rosko John, Maria Q                  | 3:34  |
| 9.  | Kings of Speed      | Keeler / Pen, Berrier                  | Dave Pen                             | 4:22  |
| 10. | Whore               | Griffiths                              | Maria Q                              | 4:15  |
| 11. | Chaos               | Keeler                                 | Pollard Berrier                      | 5:28  |
| 12. | Razed to the Ground | Keeler, Griffiths / Griffiths, John    | Rosko John                           | 5:22  |
| 13. | Funeral             | Keeler / Griffiths                     | Pollard Berrier                      | 7:19  |

| 1. | Killing All Movement                       | Keeler / Pen                           | Dave Pen        | 6:15 |
| 2. | Children They Feed                         | Keeler / Berrier, Griffiths            | Pollard Berrier | 3:00 |
| 3. | Day That You Go                            | Keeler / Griffiths, Quintile           | Maria Q         | 3:46 |
| 4. | Neatly Folded                              | Griffiths, Keeler / Griffiths, Berrier | Pollard Berrier | 3:14 |
| 5. | Bullets (video, directed by Hello Charlie) |                                        |                 | 3:55 |

## Fiche technique
- Production : Archive
- Ingénieur du son : Pete Barraclough
- Mixage : Jérôme Devoise
- Mastering : Mike Marsh

## Analyse
- Littéralement, controlling crowds signifie « contrôler des foules ». En effet, Il s'agit de la principale source d'inspiration du groupe : « L'Histoire de l'humanité nous prouve que l'obsession de la domination et du contrôle de l'autre est toujours justifiée par les philosophies et les croyances. Le chaos de l'humanité est une chose magnifique. Mais est-ce pour autant que cette beauté doit devenir uniformité ? La société occidentale est devenue déconnectée d'elle-même, centrée sur elle-même et méprisante avec l'environnement. Le progrès est trompeur : Nous possédons et produisons bien plus que nos besoins et nous nous laissons fasciner et écraser par ces conforts. Des facilités qui nous empêchent d'aborder la vie d'une façon simple et instinctive. »

- L'album est décomposé en trois parties :

1. Partie I : Controlling Crowds ; Bullets ; Words on Signs ; Dangervisit ; Quiet Time
2. Partie II : Collapse/Collide ; Clones ; Bastardised Ink ; Kings of Speed ; Whore
3. Partie III : Chaos ; Razed to the Ground ; Funeral

- Durant la session studio de Controlling Crowds, le groupe avait également enregistré une quatrième partie d'environ cinquante minutes mais qui ne put être intégrée dans l'album. Cette dernière partie, sobrement baptisée Controlling Crowds Part IV, est finalement sortie le 19 octobre 2009.

## Commentaires
- Ce nouvel album marque une fois encore la collaboration entre Archive et le compositeur Graham Preskett. Celui-ci avait déjà travaillé avec le groupe sur la BO du film Michel Vaillant ainsi que pour le concert de septembre 2007 au palais des festivals de Cannes : Archive et l'Orchestre régional Cannes Provence Alpes Côte d’Azur.
- Il marque aussi le retour du rappeur Rosko John, ancien chanteur du groupe sur Londinium.
- Le titre Bullets, sorti le 5 janvier 2009, est le tout premier single du nouvel album, uniquement disponible en téléchargement. Il comporte la version album (5 min 53) ainsi que la version radio (3 min 52).
- Le clip Bullets (où l'on peut voir l'actrice Jayne Wisener) ainsi que tous les visuels de l'album ont été faits par Hello Charlie.
- Le titre Collapse/Collide est présent sur le générique de fin du film de Philippe Haïm, Secret défense (sorti fin 2008).
- Une édition spéciale propose un coffret collector comprenant le double album ainsi qu'un disque vinyle 45 tours de Bullets (A) et Day That You Go (B).
- En 2024, Pias édite le disque en double album vinyle et CD.
- Cet album ainsi que le suivant font l’objet d’une tournée dite Classic Albums Tour Live.